# Nadir Lamyaghri
Nadir Lamyaghri, surnommé « spiderman », est un footballeur international marocain né le 13 février 1976 à Casablanca.
Formé au Centrale Laitière Association Sportive, il évolue notamment l'Hassania d'Agadir avec qui il remporte le championnat du Maroc 2002. Il réédite cette performance sous les couleurs du doyen Wydad AC en 2006 et en 2010. Il est également avec ce club finaliste de la Ligue des Champions de la CAF en 2011. Et en 2007, il a été prêté au Al Wahda Abu Dhabi, il a participé dans la Ligue des champions de l'AFC 2007.
En équipe nationale, il est finaliste de la Coupe d'Afrique des nations de football 2004. Il dispute cinq phases finales de la Coupe d'Afrique des nations.

## Biographie

### Club
Il commence sa carrière au sein du Racing de Casablanca. Il est recruté par le Wydad de Casablanca puis prêté au Hassania d'Agadir avant de revenir et s'imposer définitivement au sein de l'effectif du Wydad.
Lors du mercato de 2012, il est sollicité par le FUS de Rabat, les FAR de Rabat, le Raja de Casablanca au Maroc, Al-Hilal FC en Arabie saoudite et Wigan Athletic en Angleterre mais il refuse toutes ces offres pour rester deux ans de plus au Wydad.

### Sélection nationale
Nadir Lamyaghri rejoint la sélection marocaine en 2004 et participe à cinq Coupes d'Afrique des nations avec le Maroc en 2004, 2006, 2008, 2012 et 2013, il a participé aussi en coupe d'Afrique des locaux CHAN 2014 organisé en Afrique du Sud. Sa meilleure participation reste en 2004 alors qu'il est sur le banc et que le Maroc arrive en finale et perd contre la Tunisie sur le score de (2-1). Après l'élimination du Maroc au premier tour de la CAN 2013, il met fin à sa carrière en sélection,, mais fait son retour en équipe nationale le mois suivant.
| Caps | Date       | Match                   | Lieu          | Score | Compétition      |
| 1    | 30/04/2003 | Maroc – Côte d’Ivoire   | Rabat         | 0 - 1 | Amical           |
| 2    | 20/06/2003 | Maroc - Gabon           | Rabat         | 2 - 0 | Elim. CAN 2004   |
| 3    | 06/07/2003 | Guinée Equa - Maroc     | Malabo        | 0 - 1 | Elim. CAN 2004   |
| 4    | 18/02/2004 | Maroc - Suisse          | Rabat         | 2 - 1 | Amical           |
| 5    | 31/03/2004 | Maroc - Angola          | Rabat         | 3 - 1 | Amical           |
| 6    | 28/04/2004 | Maroc - Argentine       | Casablanca    | 0 - 1 | Amical           |
| 7    | 03/07/2004 | Botswana - Maroc        | Gaborone      | 0 - 1 | Elim.CAN/CM 2006 |
| 8    | 04/09/2004 | Maroc - Tunisie         | Rabat         | 1 - 1 | Elim.CAN/CM 2006 |
| 9    | 10/10/2004 | Guinée - Maroc          | Conakry       | 1 - 1 | Elim.CAN/CM 2006 |
| 10   | 18/06/2005 | Kenya - Maroc           | Nairobi       | 0 - 0 | Elim.CAN/CM 2006 |
| 11   | 03/09/2005 | Maroc – Botswana        | Rabat         | 1 - 0 | Elim.CAN/CM 2006 |
| 12   | 08/10/2005 | Tunisie - Maroc         | Radès         | 2 - 2 | Elim.CAN/CM 2006 |
| 13   | 14/01/2006 | Maroc - Zimbabwe        | Marrakech     | 1 - 0 | Amical           |
| 14   | 28/05/2006 | Mali - Maroc            | Colombes      | 1 - 0 | Amical           |
| 15   | 08/09/2007 | Ghana - Maroc           | Rouen         | 2 - 0 | Amical           |
| 16   | 17/10/2007 | Maroc - Namibie         | Rabat         | 2 - 0 | Amical           |
| 17   | 16/11/2007 | France - Maroc          | St-Denis      | 2 - 2 | Amical           |
| 18   | 16/01/2008 | Maroc - Angola          | Rabat         | 2 - 1 | Amical           |
| 19   | 28/01/2008 | Ghana - Maroc           | Acrra         | 2 - 0 | CAN 2008         |
| 20   | 26/03/2008 | Belgique - Maroc        | Bruxelles     | 1 - 4 | Amical           |
| 21   | 31/05/2008 | Maroc - Ethiopie        | Casablanca    | 3 - 0 | Elim.CAN/CM 2010 |
| 22   | 07/06/2008 | Mauritanie - Maroc      | Nouakchott    | 1 - 4 | Elim.CAN/CM 2010 |
| 23   | 14/06/2008 | Rwanda - Maroc          | Kigali        | 3 - 1 | Elim.CAN/CM 2010 |
| 24   | 21/06/2008 | Maroc - Rwanda          | Casablanca    | 2 - 0 | Elim.CAN/CM 2010 |
| 25   | 06/09/2008 | Oman - Maroc            | Mascate       | 0 - 0 | Amical           |
| 26   | 11/10/2008 | Maroc - Mauritanie      | Rabat         | 4 - 1 | Elim.CAN/CM 2010 |
| 27   | 07/06/2009 | Cameroun - Maroc        | Yaoundé       | 0 - 0 | Elim.CM 2010     |
| 28   | 20/06/2009 | Maroc - Togo            | Rabat         | 0 - 0 | Elim.CM 2010     |
| 29   | 12/08/2009 | Maroc - Congo           | Rabat         | 1 - 1 | Amical           |
| 30   | 06/09/2009 | Togo - Maroc            | Lomé          | 1 - 1 | Elim.CM 2010     |
| 31   | 10/10/2009 | Gabon - Maroc           | Libreville    | 3 - 1 | Elim.CM 2010     |
| 32   | 14/11/2009 | Maroc - Cameroun        | Fès           | 0 - 2 | Elim.CM 2010     |
| 33   | 11/08/2010 | Maroc – Guinée Equ.     | Rabat         | 2 - 1 | Amical           |
| 34   | 04/09/2010 | Maroc - Centrafrique    | Rabat         | 0 - 0 | Elim. CAN 2012   |
| 35   | 09/10/2010 | Tanzanie - Maroc        | Dar-es-Salaam | 0 - 1 | Elim. CAN 2012   |
| 36   | 17/11/2010 | Irlande du Nord - Maroc | Belfast       | 1 - 1 | Amical           |
| 37   | 27/03/2011 | Algérie - Maroc         | Annaba        | 1 - 0 | Elim. CAN 2012   |
| 38   | 04/06/2011 | Maroc - Algérie         | Marrakech     | 4 - 0 | Elim. CAN 2012   |
| 39   | 10/08/2011 | Sénégal - Maroc         | Dakar         | 0 - 2 | Amical           |
| 40   | 04/09/2011 | Centrafrique - Maroc    | Bangui        | 0 - 0 | Elim. CAN 2012   |
| 41   | 09/10/2011 | Maroc - Tanzanie        | Marrakech     | 3 - 1 | Elim. CAN 2012   |
| 42   | 23/01/2012 | Tunisie - Maroc         | Libreville    | 2 - 1 | CAN 2012         |
| 43   | 27/01/2012 | Gabon - Maroc           | Libreville    | 3 - 2 | CAN 2012         |
| 44   | 29/02/2012 | Maroc - Burkina Faso    | Marrakech     | 2 - 0 | Amical           |
| 45   | 25/05/2012 | Maroc – Sénégal         | Marrakech     | 0 - 1 | Amical           |
| 46   | 02/06/2012 | Gambie - Maroc          | Bakau         | 1 - 1 | Elim.CM 2014     |
| 47   | 09/06/2012 | Maroc - Côte d’Ivoire   | Marrakech     | 2 - 2 | Elim.CM 2014     |
| 48   | 15/08/2012 | Maroc – Guinée          | Rabat         | 1 - 2 | Amical           |
| 49   | 13/10/2012 | Maroc - Mozambique      | Marrakech     | 4 - 0 | Elim. CAN 2013   |
| 50   | 14/11/2012 | Maroc - Togo            | Casablanca    | 0 - 1 | Amical           |
| 51   | 08/01/2013 | Zambie - Maroc          | Johannesburg  | 0 - 0 | Amical           |
| 52   | 12/01/2013 | Namibie - Maroc         | Johannesburg  | 1 - 2 | Amical           |
| 53   | 19/01/2013 | Angola - Maroc          | Johannesburg  | 0 - 0 | CAN 2013         |
| 54   | 23/01/2013 | Cap-Vert - Maroc        | Johannesburg  | 1 - 1 | CAN 2013         |
| 55   | 27/01/2013 | Afrique sud - Maroc     | Durban        | 2 - 2 | CAN 2013         |
| 56   | 24/03/2013 | Tanzanie - Maroc        | Dar-es-Salaam | 3 - 1 | Elim.CM 2014     |
| 57   | 08/06/2013 | Maroc - Tanzanie        | Marrakech     | 2 - 1 | Elim.CM 2014     |
| ---- | ---------- | ----------------------- | ------------- | ----- | ---------------- |

## Palmarès

### En club

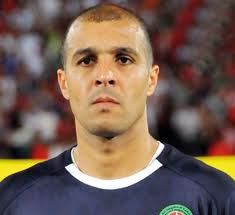
Nadir Lamyaghri en 2008 lors de la CAN avec le Maroc

Nadir Lamyaghri est champion du Maroc en 2002 avec l'Hassania d'Agadir. Avec le Wydad AC, Nadir Lamyaghri remporte le championnat du Maroc en 2006 et en 2010. Il est vainqueur de la Coupe du Trône en 2001 et finaliste en 2003 et 2004. Au niveau continental, il remporte la Coupe d'Afrique des vainqueurs de coupe en 2002. Il est également finaliste de la Supercoupe de la CAF en 2003, de la Ligue des champions arabes en 2009 et de la Ligue des Champions de la CAF en 2011.
À titre personnel, il remporte le prix FIFA du joueur le plus populaire en Afrique, remis le 7 mai 2012 à Barcelone. Il est élu meilleur gardien au Maroc pour la saison 2005-2006 et pour la saison 2009-2010.

### En sélection

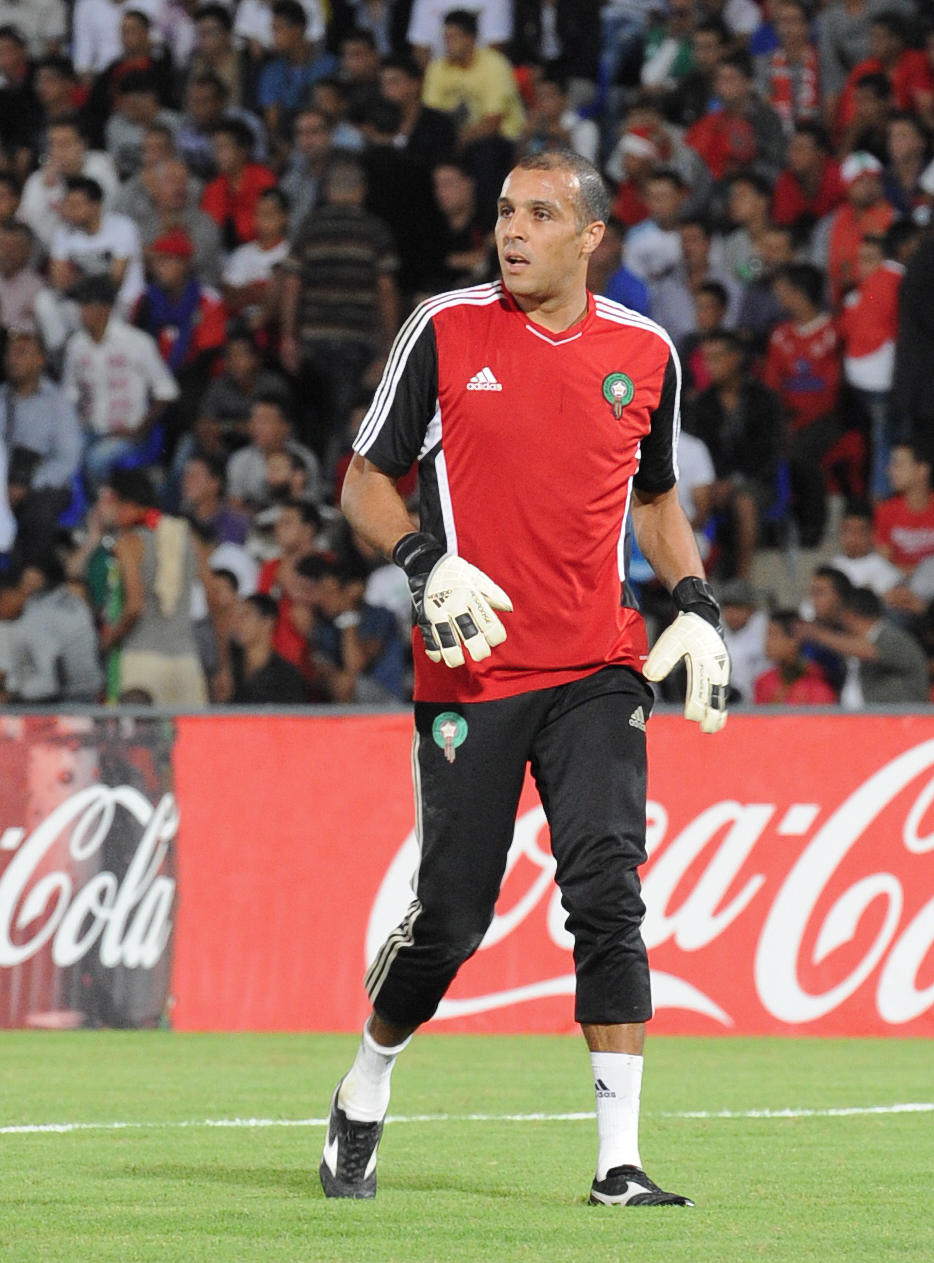
Nadir Lamyaghri

Sous les couleurs de la sélection marocaine, il est finaliste de la Coupe d'Afrique des nations en 2004. Il participe également aux CAN de 2004, 2006, 2008, 2012 et 2013.

## Statistiques en club
| Saison      | Club     | Pays  | Championnat | Championnat | Championnat | Coupe d'Afrique | Coupe d'Afrique | Coupe d'Afrique | Coupe du Trône | Coupe du Trône | Coupe du Trône |
| Saison      | Club     | Pays  | Division    | Matchs      | Buts        | Type            | Matchs          | Buts            |                |                |                |
| ----------- | -------- | ----- | ----------- | ----------- | ----------- | --------------- | --------------- | --------------- | -------------- | -------------- | -------------- |
| Saison      | Club     | Pays  | Division    | Matchs      | Buts        | Type            | Matchs          | Buts            | Matchs         | Buts           |                |
| 2008 - 2009 | Wydad AC | Maroc | GNF 1       | 15          | 0           | -               | 0               | 0               | 2              | 0              |                |
| 2009 - 2010 | Wydad AC | Maroc | Botola      | 23          | 0           | -               | 0               | 0               | 0              | 0              |                |
| 2010 - 2011 | Wydad AC | Maroc | Botola      | 25          | 0           | CAF CL          | 16              | 0               | 3              | 0              |                |
| 2011 - 2012 | Wydad AC | Maroc | Botola Pro  | 22          | 0           | CAF CC          | 12              | 0               | 3              | 0              |                |
| 2012 - 2013 | Wydad AC | Maroc | Botola Pro  | 26          | 0           | CAF CC          | 4               | 0               | 3              | 0              |                |
| 2013 - 2014 | Wydad AC | Maroc | Botola Pro  | 17          | 0           | CAF CC          | 0               | 0               | 0              | 0              |                |

## Décorations
- Officier de l'ordre du Trône — Le 14 février 2004, il est décoré officier de l'ordre du Wissam al-Arch[8] — ordre du Trône[9] — par le roi Mohammed VI au Palais royal de Rabat[10].